# Sønder Herred

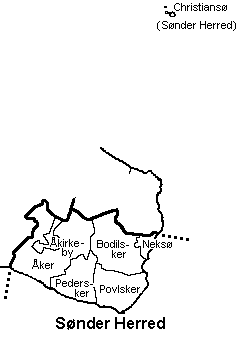
Sønder Herred

Sønder Herred was een van de vier herreder in het voormalige  Bornholms Amt. De herred omvatte vijf parochies in het zuiden van het eiland en de Ertholmene die een eigen parochie vormde.
- Bodilsker
- Nexø
- Pedersker
- Poulsker
- Aaker
- Christiansø.